# Koningstraat (Brugge)
De Koningstraat is een straat in Brugge.

## Beschrijving
Vanaf 1305 werd deze straat vermeld als Kromme Wal. Nog tot in de 18de eeuw bleef de naam in gebruik, naast 's Cuenincx strate.
De naam van Koningstraat (soms foutief als Koningsstraat geschreven) die uiteindelijk overbleef had de er rechtover liggende brug als oorsprong, waarvan de eerste vermelding als Koningbrug of pontis regis dateert van 1288. En die brug dankte dan zelf zijn naam aan een Jan Coning die aan de voet van de brug woonde, meest waarschijnlijk op de hoek van de rei met de Kromme Wal. De familie moet er van in de 13de eeuw gewoond hebben. In de documenten vindt men:
- 1288: pro opere pontis regis;
- 1320: vor 's Coninxbrugghe;
- 1411: bij 's Coninxbrugghe.

Vanwege deze oorsprong is de naam steeds met één s geschreven: het was niet de straat des konings of der koningen, maar gewoon de straat genoemd naar de familie De Coninck.
Het huis in kwestie bleef de naam 'den Coning' behouden, ook nadat de familie met die naam er niet meer woonde:
- 1537: beneden de 's Cuenynxbrugghe, ten huyse gheheten de Cueninck;
- 1550: een huus staende binnen deser stede aen de nordzyde van der reye by 's Conyncxbrugghe, ghenaemt den Cueninck.

De Koningstraat loopt van het Sint-Maartensplein naar de Spinolarei.

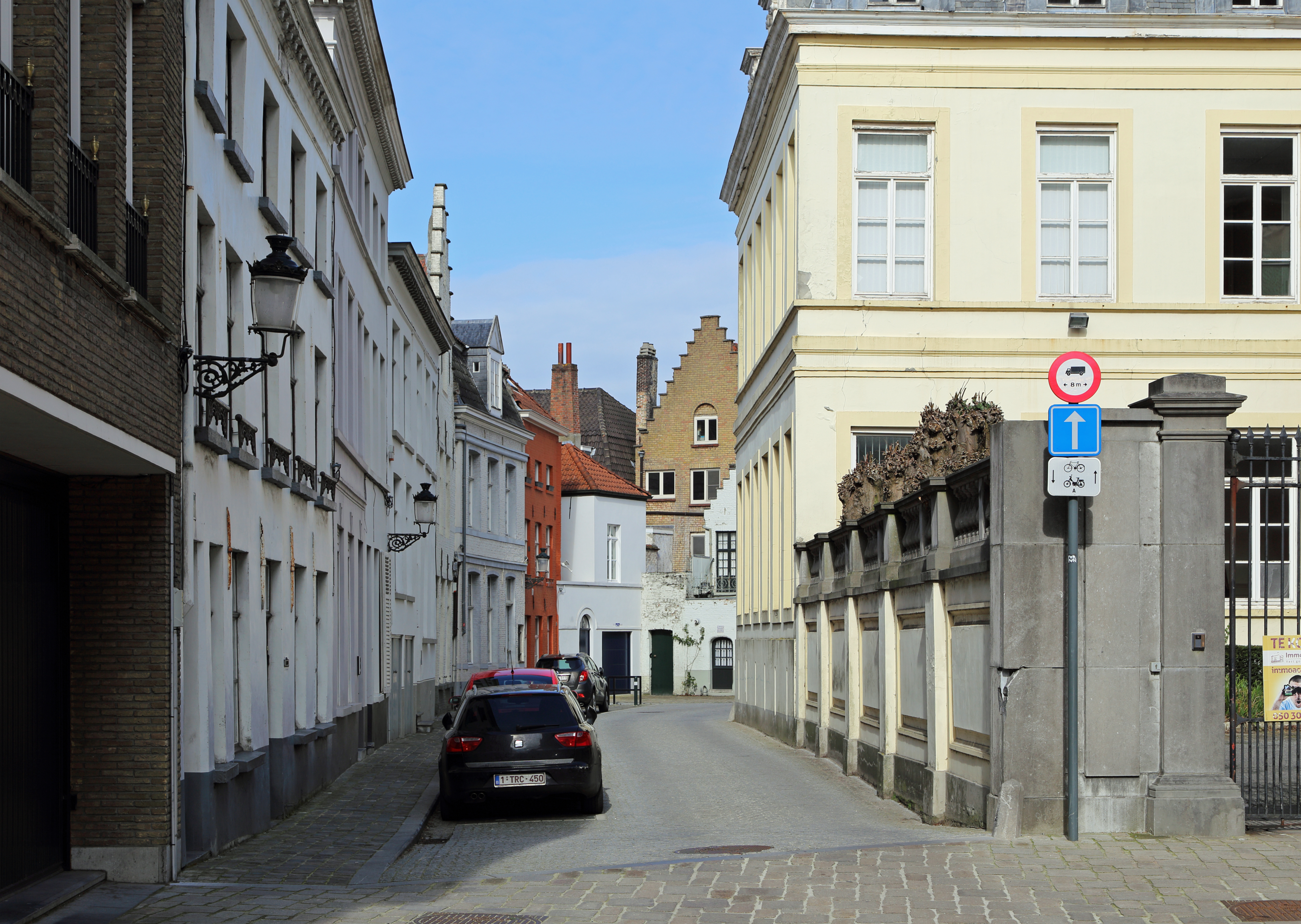
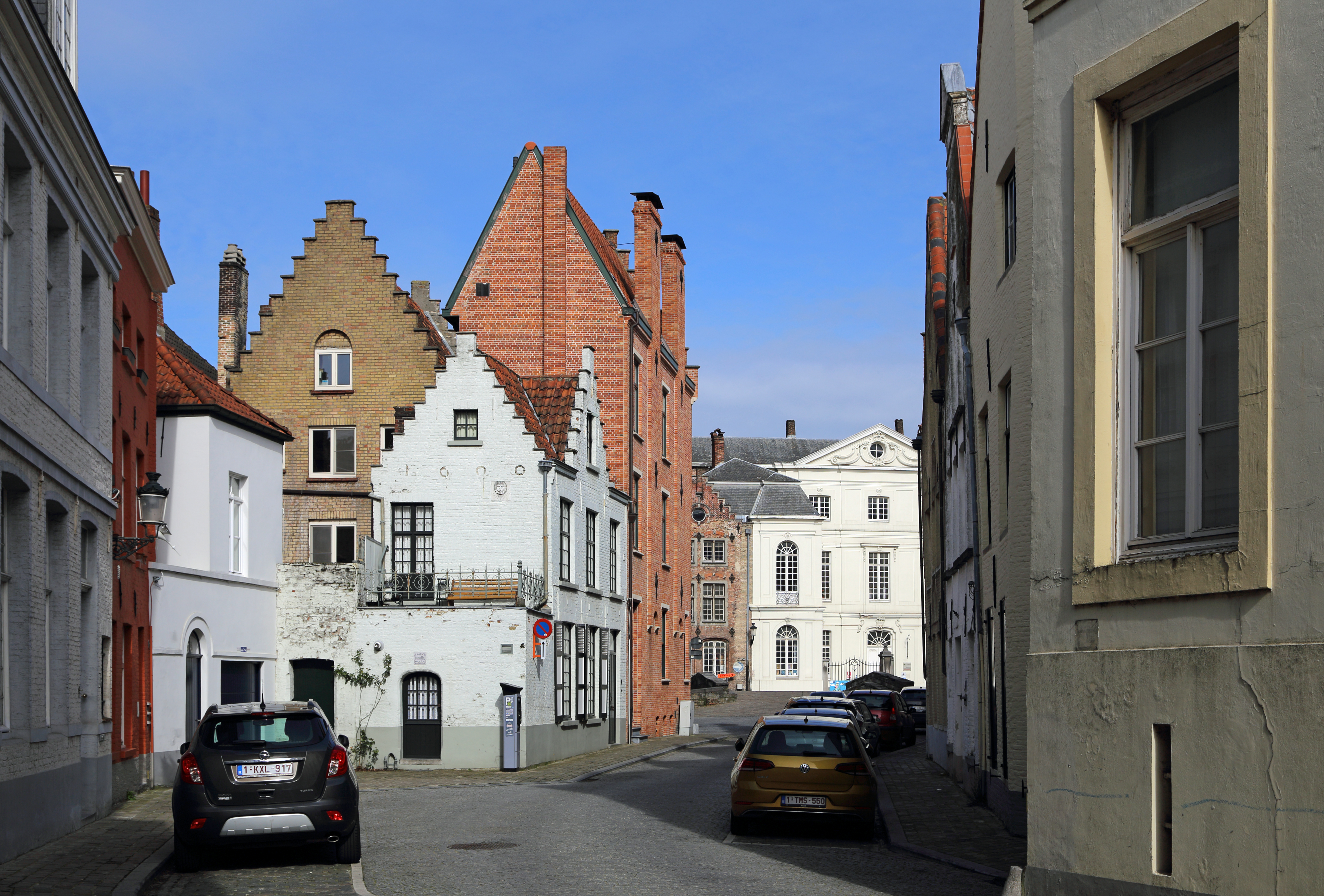